# 마리이자벨 롬바
마리이자벨 프랑수아즈 롬바(프랑스어: Marie-Isabelle Françoise Lomba, 1974년 8월 17일~)는 벨기에의 전직 유도 선수이다. 1996년 하계 올림픽에서 여자 라이트급 동메달을 획득했다.